# Bugula serrata
Bugula serrata is een mosdiertjessoort uit de familie van de Bugulidae. De wetenschappelijke naam van de soort werd in 1816 voor het eerst geldig gepubliceerd door Jean-Baptiste de Lamarck.